# 亞沃里夫卡 (皮先卡區)

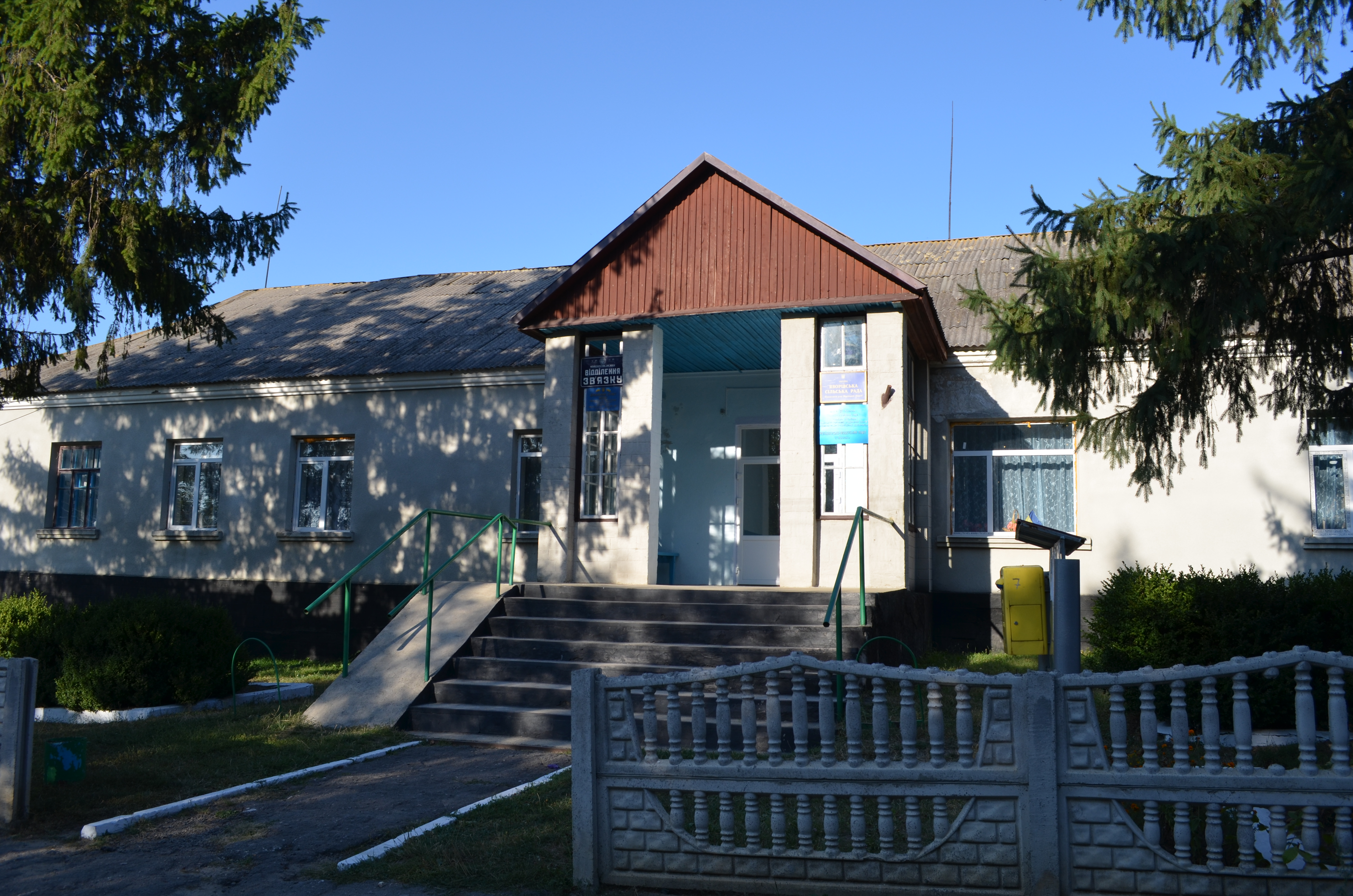

亞沃里夫卡（烏克蘭語：Яворівка）是位於烏克蘭西南部文尼察州裏圖利欽區的村莊，始建於1964年，面積3.46平方公里，海拔高度262米，2001年人口1,061，人口密度每平方公里306.29人。
48°17′48″N 28°55′20″E / 48.29667°N 28.92222°E